# Nostofobia
La nostofobia es la repugnancia o disgusto por el pasado, la antítesis de la nostalgia. A menudo se fomentan las reacciones nostofóbicas para reducir la resistencia al lugar de trabajo o cambios similares. El miedo a regresar al hogar de la infancia es nostofobia combinada con su comorbilidad ecofobia: miedo a la casa.